# Európai struccpáfrány
Az európai struccpáfrány vagy egyszerűen struccpáfrány (Matteuccia struthiopteris) a valódi páfrányok osztályába tartozó növényfaj.

## Jellemzése
40–150 cm magas évelő növény. Erőteljes gyöktörzse a talajban függőleges helyzetű, belőle tölcsér alakba rendeződve hajtanak ki az akár 1,5 m-es magasságba ívelő asszimiláló levelek, melyek világoszöldek, kétszeresen szárnyasan összetettek, hosszúkás-lándzsás alakúak, a levélszárnyacskáik széle ép. A spóratermő levél (sporofillum) a „tölcsér” belsejében, önálló hajtásként nő: az asszimiláló leveleknél keskenyebb és rövidebb (legfeljebb 50 cm hosszúságú), felálló, egyszeresen szárnyasan összetett, kezdetben halványzöld színű, a levélszárnyacskái pedig összegöngyöltek, később azonban megbarnul. A spórák június–augusztus között szóródnak szét. Szintén a gyöktörzséből hajtanak ki a fekete, föld alatt kúszó tarackjai, melyekből új hajtások, új egyedek nőnek.

## Előfordulása, élőhelye
Eurázsia magashegyi patakjai mentén él, Európában például a Balkánon, a Kárpátokban és az Alpokban. Magyarországon ritka növény: csupán a Zempléni-hegység és a nyugat-magyarországi határvidék patakjai mentén ismert égerligetekben. Enyhén savanyú, szerves és tápanyagokban gazdag talajokon tenyészik.